# Prepovedani položaj
Prepovedani položaj ali prehitek (tudi ofsajd, angl. offside) je eno izmed bolj kompleksnih nogometnih pravil. Igralec je v prepovedanem položaju takrat, kadar je na nasprotnikovi polovici bližje nasprotnikovemu golu kot žoga in zadnja dva igralca nasprotnega moštva. Največkrat se kot zadnja dva igralca nasprotnikovega moštva štejeta nasprotnikov vratar in še en obrambni igralec. Kadar se pojavi situacija, da vratar ne igra več ali ne stoji pri golu, štejeta dva nasprotnikova igralca. Prepovedani položaj je možen samo na nasprotnikovi strani. 
V pogovornem jeziku je prepovedan položaj po navadi opisan tako: »offside = kadar je igralec pred žogo IN pred predzadnjim igralcem"
Pomembno: Prepovedani položaj ne nastopi pri začetnem strelu vratarja iz 5-meterske črte (ne iz igre) igralcu pred nasprotnikov gol! // ?? je morda to tudi primer pri streljanju prostih strelov ?? // Ne, takrat offside pravilo velja.
Iz pravila prepovedanega položaja sledi, da ta nikoli ne nastopi pri prvi podaji iz kota, saj so vsi igralci dlje od gola kot žoga. Tako je omogočeno izvajanje kotov. Pri izvajanju avta prav tako ne velja.
Igralec je lahko v prepovedanem položaju poljubno dolgo, vendar se v tem času ne sme dotakniti žoge in ne sme biti aktivno vpleten v igro. Ali je igralec v prepovedanem položaju presoja večinoma pomočnik sodnika, manjkrat pa prepovedani položaj dosodi glavni sodnik. Spremembe odločitve pomočnika sodnika s strani glavnega sodnika so redke.

## Namen
Pravilo prepovedanega položaja je bilo uvedeno z namenom preprečiti zadrževanje igralcev pred nasprotnikovem golom takrat, ko sta med njim in nasprotnikovim golom manj kot dva igralca nasprotnega moštva.

## Sporne odločitve
Pri pravilu o prepovedanem položaju večkrat prihaja do spornih odločitev. To se zgodi zaradi dejstva, da o tem, ali je igralec v prepovedanem položaju ali ne, po navadi odločajo centimetri. Prav tako morajo sodniki odločitev sprejeti v zelo kratkem času, kar dodatno pripomore k temu, da njihove odločitve niso vedno pravilne.